# Твардовський Олександр Трифонович
Олекса́ндр Твардо́вський (8 (21) червня 1910 — 18 грудня 1971) — російський поет родом з Смоленщини. Секретар Правління Спілки письменників СРСР у 1959—1971 роках. Депутат Верховної Ради РРФСР 2—3-го і 5-го скликань. Член Центральної Ревізійної комісії КПРС у 1952—1956 роках. Кандидат у члени ЦК КПРС у 1961—1966 роках.

## Біографія
Олександр Твардовський народився 8 (21) червня 1910 в селі Загір'я Почінковського району Смоленської області в родині сільського коваля, грамотної й начитаної людини, отож він був знайомий із російською класикою з дитинства. Умови, в яких протікало дитинство майбутнього поета, складалося так, що він міг осягати сутність селянської роботи і красу рідної природи, вбирати вірші класиків і вчитися долати труднощі, цінувати плоди людської праці й розвивати в собі допитливість, перейматися непримиренністю до жадібності давати простір своїм нестримним мріям, наполегливо домагатися цілі і виробляти в собі ще на порозі юності певний моральний кодекс. У 1939 році закінчив Московський інститут історії, філософії та літератури. З 1939 по 1945 рік працював військовим кореспондентом.
Член ВКП(б) з 1940 року.

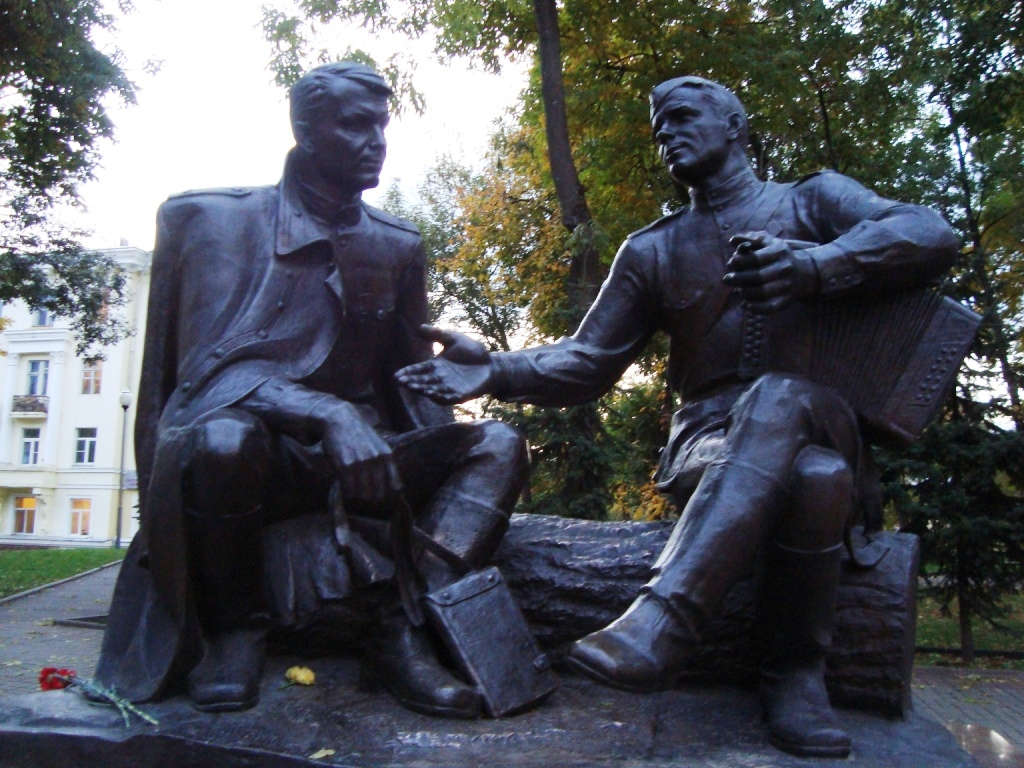
Пам'ятник Олександру Твардовському, та вигаданому персонажу його творів, Василю Тьоркіну у Смоленську

Бувши довголітнім головним редактором журналу «Новый мир»(у 1950—1954 і 1958—1970 роках), протистояв офіційному курсові Спілки письменників СРСР, даючи місце в журналі представникам нонконформістської літератури, зокрема опублікував повість Олександра Солженіцина «Один день Івана Денисовича», вірш Л. Кисельова, спрямований проти загарбницької політики російських царів в Україні («Цари»), друкував І. Дзюбу, коли той був у Києві заборонений. За відхилення від партійної лінії і самвидавну поему «По праву памяти», опубліковану на Заході, Твардовський потрапив у неласку і на початку 1970 був усунений з посади головного редактора журналу «Новый мир». І в 1971 помер, похований на Новодівочому цвинтарі в Москві.

## Поезія
Першу книгу поезій видав у 1931; популярність здобув поемами «Василь Тьоркін» (1942 — 45), «За далью даль» (1960), «Тьоркін на тому світі» (1963). Твардовський писав поезії й на українські теми: «Тебе, Україна», «Бійцю південного фронту» (1941); перекладав на російську поезії Тараса Шевченка «Сова», «Тополя», «Заповіт», «Тече вода в синє море»); окремим виданням вийшли в його перекладі «Гайдамаки» (1961), Івана Франка, українські народні пісні. Основні твори подальших років: поеми «За даллю — даль» (1950—1960), «Тьоркін на тому світі» (1954—1963), «За правом пам'яті» (1967—1969); збірка «Із лірики цих років» (1959—1967).

## Нагороди та відзнаки
- Сталінська премія першого ступеня (1941)
- Сталінська премія другого ступеня (1946)
- Сталінська премія третього ступеня (1947)
- Ленінська премія (1961)
- Орден Трудового червоного прапора (1970)
- Орден Червоної зірки
- На його честь названо астероїд 3261 Твардовський[5].